# National Soccer League 1984
La National Soccer League 1984 fue la octava temporada de la National Soccer League, la liga de fútbol profesional en Australia. Desde 1977, la Federación de Fútbol de Australia (FFA) estuvo al frente de la organización. Se disputó hasta 2004, para darle paso a la A-League (llamada Hyundai A-League), que comenzó en la temporada 2005-06. En esta competición participaron 24 clubes.
Esta temporada sufrió una reestructuración y se dividió en dos zonas geográficas. Una llamada conferencia del Norte cuenta con 12 clubes de Nueva Gales del Sur y el Territorio de la Capital Australiana, el resto estuvo conformado por clubes victorianos, de la Australia Meridional y de Queensland.
Durante la etapa clasificatoria el Sydney City obtuvo el mejor puntaje al terminar con 42 puntos y 67 goles a favor, la mejor marca para un club en todo el certamen. Mientras tanto, el South Melbourne FC ocupó el primer lugar en la conferencia Sur con 40 puntos y 48 goles a favor y 20 en contra, la mejor marca del torneo.
En la conferencia norte se clasificaron los 5 mejores equipos a unas rondas eliminatorias, siendo el Sydney Olympic el finalista. En la conferencia sur el South Melbourne FC fue el segundo finalista. Ambos se enfrentaron en dos ocasiones: la primera el 24 de octubre con victoria para el South Melbourne por dos goles a uno, y en el segundo y definitivo encuentro nuevamente el Melbourne ganó por el mismo resultado.
En cuanto a los premios de la competición, el futbolista con más goles fue  Doug Brown del South Melbourne con 22 goles, Eddie Thomson del Sydney City el mejor técnico y  Sergio Melta del Adelaide City el mejor jugador del año.

## Equipos
Todos los equipos clasificados para el torneo:
| - APIA Leichhardt Tigers - Blacktown City FC - Canberra City - Marconi Fairfield - Melita Eagles - Newcastle Rosebud United - Penrith City SC - Sydney City - Sydney Croatia - Sydney Olympic - St. George Saints - Wollongong City | - Adelaide City - Brisbane City - Brisbane Lions - Brunswick Juventus - Green Gully Cavaliers - Heidelberg United - Footscray JUST - Melbourne Croatia - Preston Lions FC - South Melbourne FC - Sunshine George Cross - West Adelaide |

## Clasificación
| Posición              | Equipo                 | PJ | PG | PE | PP | GF | GC | GD  | Puntos |
| --------------------- | ---------------------- | -- | -- | -- | -- | -- | -- | --- | ------ |
| 1                     | Sydney City            | 28 | 17 | 8  | 3  | 67 | 21 | +46 | 42     |
| 2                     | Sydney Olympic         | 28 | 16 | 8  | 4  | 61 | 27 | +34 | 40     |
| 3                     | Marconi Fairfield      | 28 | 12 | 8  | 8  | 58 | 39 | +19 | 32     |
| 4                     | APIA Leichhardt Tigers | 28 | 12 | 8  | 8  | 43 | 35 | +8  | 32     |
| 5                     | Blacktown City FC      | 28 | 12 | 6  | 10 | 43 | 48 | -5  | 30     |
| 6                     | Sydney Croatia         | 28 | 8  | 11 | 9  | 32 | 38 | -6  | 27     |
| 7                     | Penrith City SC        | 28 | 8  | 10 | 10 | 29 | 41 | -12 | 26     |
| 8                     | Newcastle Rosebud      | 28 | 11 | 4  | 13 | 35 | 52 | -17 | 26     |
| 9                     | Canberra City          | 28 | 12 | 1  | 15 | 47 | 39 | +8  | 25     |
| 10                    | St. George Saints      | 28 | 8  | 9  | 11 | 38 | 41 | -3  | 25     |
| 11                    | Melita Eagles          | 28 | 8  | 8  | 12 | 23 | 38 | -15 | 24     |
| 12                    | Wollongong City        | 28 | 5  | 5  | 18 | 22 | 59 | -37 | 15     |
| Estadísticas finales. |                        |    |    |    |    |    |    |     |        |

|  |                                                    |
|  | Equipos clasificados a eliminatorias.              |
|  | Equipo relegado a la National Premier Leagues NSW. |

| Posición              | Equipo                | PJ | PG | PE | PP | GF | GC | GD  | Puntos |
| --------------------- | --------------------- | -- | -- | -- | -- | -- | -- | --- | ------ |
| 1                     | South Melbourne FC    | 28 | 18 | 4  | 6  | 48 | 20 | +28 | 40     |
| 2                     | Heidelberg United     | 28 | 14 | 7  | 7  | 37 | 27 | +10 | 35     |
| 3                     | Melbourne Croatia     | 28 | 13 | 7  | 8  | 38 | 31 | +7  | 33     |
| 4                     | Brisbane Lions        | 28 | 12 | 6  | 10 | 38 | 36 | +2  | 30     |
| 5                     | Brunswick Juventus    | 28 | 13 | 4  | 11 | 36 | 42 | -6  | 30     |
| 6                     | Preston Lions FC      | 28 | 11 | 6  | 11 | 42 | 33 | +9  | 28     |
| 7                     | Adelaide City         | 28 | 10 | 5  | 13 | 33 | 34 | -1  | 25     |
| 8                     | Footscray JUST        | 28 | 10 | 5  | 13 | 29 | 33 | -4  | 25     |
| 9                     | Green Gully Cavaliers | 28 | 9  | 6  | 13 | 34 | 36 | -2  | 24     |
| 10                    | West Adelaide         | 28 | 8  | 5  | 15 | 40 | 52 | -12 | 21     |
| 11                    | Brisbane City         | 28 | 8  | 5  | 15 | 21 | 39 | -18 | 21     |
| 12                    | Sunshine George Cross | 28 | 5  | 6  | 17 | 24 | 57 | -33 | 16     |
| Estadísticas finales. |                       |    |    |    |    |    |    |     |        |

|  |                                       |
|  | Equipos clasificados a eliminatorias. |

## Final

### Primer partido
| 24 de octubre de 1984 | South Melbourne | 2-1     | Sydney Olympic | Olympic Park Stadium, Melbourne                         |                                                         |
|                       | Egan 43, 64'    | Reporte | Koussas 5'     | Asistencia: 10 000 espectadores Árbitro(s): Doug Rennie | Asistencia: 10 000 espectadores Árbitro(s): Doug Rennie |

### Segundo partido
| 28 de octubre de 1984 | Sydney Olympic       | 1-2     | South Melbourne           | St George Stadium, Sídney                                   |                                                             |
|                       | Theodorakopoulos 34' | Reporte | Crino 10' - Yzendoorn 18' | Asistencia: 11 221 espectadores Árbitro(s): Chris Bambridge | Asistencia: 11 221 espectadores Árbitro(s): Chris Bambridge |

## Premios
- Jugador del año: Sergio Melta (Adelaide City)[1]
- Jugador del año categoría sub-21: Tony Franken (Canberra City)[1]
- Goleador: Doug Brown (South Melbourne - 22 goles)[1]
- Director técnico del año: Eddie Thomson (Sydney City)[1]